# Glory (kickboxing)
Glory (stilizată și GLORY; fostă Glory World Series) este cea mai importantă promoție de kickboxing din lume. A început să fie considerată noul K-1, după prăbușirea celebrei organizații japoneze. Majoritatea galelor au loc în Statele Unite, și nu în Japonia.
Galele GLORY sunt transmise de televiziunea Spike în Statele Unite ale Americii și Canada, iar în România ele pot fi urmărite pe Digi Sport.
GLORY colaborează cu SUPERKOMBAT, astfel încat în promoție luptă Daniel Ghiță și încă alți trei români: Benjamin Adegbuyi, Andrei Stoica și Bogdan Stoica. Toți au ocupat sau încă ocupă poziții între primii zece din lume de la categoria lor.
Daniel Ghiță este luptătorul român cu cele mai notabile performanțe în GLORY, după ce a fost challenger obligatoriu la titlul mondial de la categoria grea și a terminat marele turneu al greilor (turneu comparabil cu finalele circuitul World Grand Prix din K-1) de la Saitama pe locul 2 după legenda olandeză Semmy Schilt. De altfel, Samuraiul Sălbatic a și ocupat locul 1 în clasamentul GLORY al greilor.
Benny Adegbuyi va încerca să-l răzbune pe Ghiță, luptând astfel pe 5 mai 2015 în Franța la GLORY 22 pentru titlul mondial al greilor deținut actualmente de un alt olandez pe numele său Rico Verhoeven.

## Luptători notabili
- Daniel Ghiță
- Benjamin Adegbuyi
- Tarkovsky Alex Andrei
- Bogdan Stoica
- Mirko Filipović
- Errol Zimmerman
- Giorgio Petrosyan
- Yuta Kubo
- Semmy Schilt
- Remy Bonjasky
- Rico Verhoeven
- Robin van Roosmalen
- Nieky Holzken
- Artem Levin
- Andy Ristie
- Tyrone Spong
- Gökhan Saki
- Joe Schilling